# J.G.A. Koenders
Julius Gustav Arnout Koenders (Paramaribo, 1 de marzo de 1886 - † 17 de noviembre de 1957) fue un profesor y ardiente activista de Surinam, se describía en sus propias palabras como "el nieto cuyos abuelos fueron esclavos". En su club Pohama un firme defensor de la lengua sranan tongo y la cultura africana de Surinam, especialmente con su publicación mensual [Loopjongen] que apareció desde mayo de 1946 hasta abril de 1956. 
Papa Koenders, publicó: Foe memre wi afo,1 juli 1863-1943, Het Surinaamsch in een nieuw kleed que traduce: Para conmemorar nuestros antepasados, 1 de julio de 1863-1943: Un traje nuevo para el Surinamés en 1943, 
60 mooie en bekende liederen in her Sranan 60 canciones bellas y famosas en Sranan Tongo en 1944 y Aksie mie, mie sa piekie joe foe wie skien Pregúntame a mí, yo te responderé desde mi cuerpo al año siguiente.  Koenders tiene gran influencia en escritores como Eddy Bruma, Trefossa y Michaël Slory.

## Publicaciones sobre Papa Koenders
- Jan Voorhoeve & Ursy M. (febrero de 1975).  Lichtveld, ed. Creole Drum: an anthology of Creole literature in Surinam. With English translations by Vernie A.. New Haven and London: Yale University Press. Consultado el 22 de diciembre de 2009. (requiere registro).
- Van Kempen, Michiel (2003). Een geschiedenis van de Surinaamse literatuur. Breda: De Geus. pp. 563-568.